# Clube Atlético Matogrossense
Clube Atlético Matogrossense is een Braziliaanse voetbalclub uit Cuiabá in de staat Mato Grosso. 

## Geschiedenis
De club werd in 1943 opgericht en werd vijf keer staatskampioen. In 1966 trok de club zich terug uit het profvoetbal. In de jaren tachtig maakten ze enkele jaren een terugkeer en werd daarna terug een amateurclub. In 2020 werden ze opnieuw een profclub en namen deel aan de tweede klasse van de staatscompetitie. 

## Erelijst
Campeonato Mato-Grossense
1946, 1950, 1955, 1956, 1957